# Häusliche Pflege (Zeitschrift)
Häusliche Pflege ist eine deutschsprachige Fachzeitschrift für die ambulante Pflege, die seit 1992 erscheint. Sie wird herausgegeben vom Fachverlag Vincentz Network in Hannover. Die Erscheinungsweise ist monatlich.
Die Fachzeitschrift richtet sich an Leitungs- und Führungskräfte ambulanter Pflegeeinrichtungen. Sie berichtet über Methoden im Management ambulanter Pflegedienste, Rechtsprechung und Entwicklungen im Bereich der häuslichen Pflege. Neben Nachrichten und festen Rubriken erscheinen Autorenbeiträge, Porträts, Berichte und Interviews.
Das ergänzende Supplement PDL-Praxis ist eine monatliche Fachzeitschrift für das Management in der Pflegedienstleitung (PDL) in ambulanten Diensten. In dem Sonderteil Häusliche Pflege INTENSIV wird alle drei Monate über Trends in der außerklinischen Intensivpflege berichtet.